# بندغغت (كورنوال)
بندغغت (بالإنجليزية: Pendoggett)‏ هي قرية تقع في المملكة المتحدة في كورنوال. يقدر عدد سكانها بـ 175 نسمة .